# 邓瑞
邓瑞（1975年—），云南河口人，瑶族，中华人民共和国政治人物、第十二届全国人民代表大会云南地区代表。
毕业于云南民族学院国民经济管理专业。加入中国共产党。2013年，担任全国人大代表。